# 大象塔

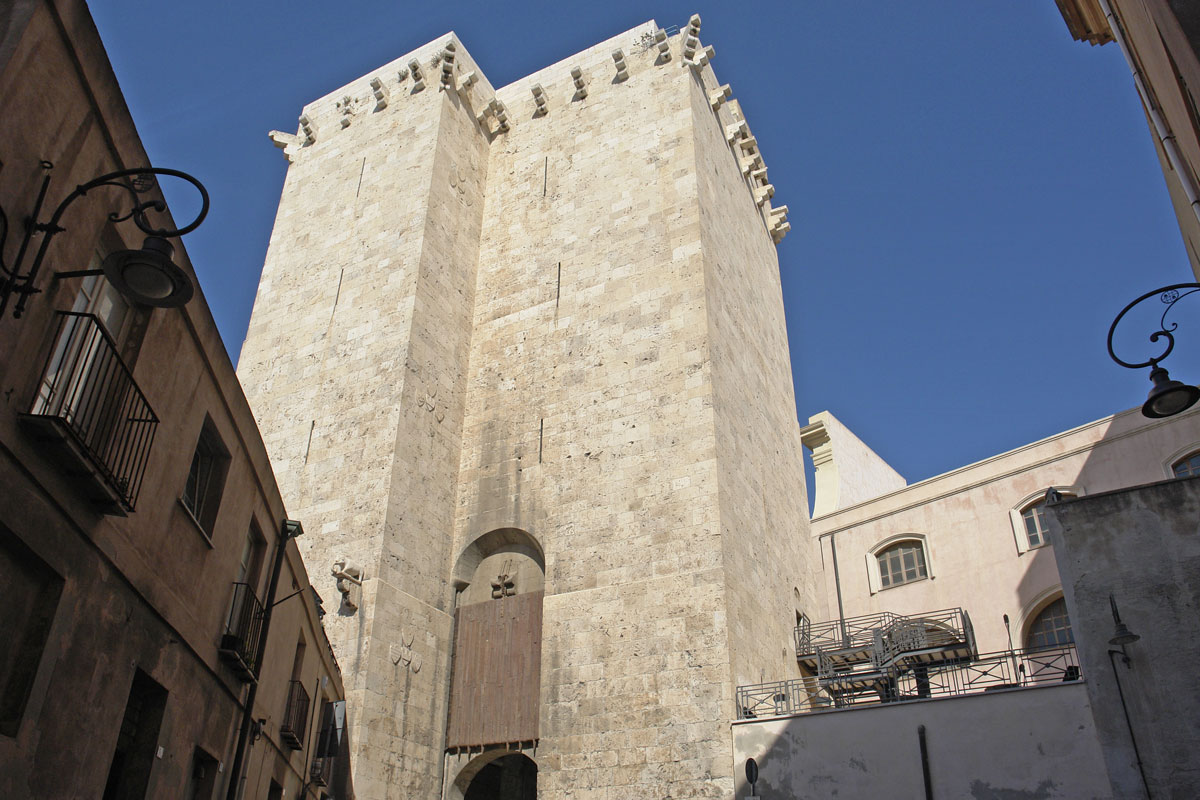
大象塔

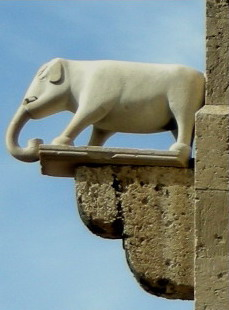
大象雕塑

大象塔（Torre dell'Elefante）是意大利撒丁岛首府卡利亚里的中世纪塔楼，位于该市古老的城堡区。
大象塔建于1307年，比萨统治该城期间，由撒丁建筑师乔万尼·卡普拉设计。他在两年之前还设计了圣宾格斯塔（Torre di San Pancrazio）。该塔是用于抵御摩尔人和热那亚袭击的防御工事的一部分，高31米，用白色石灰石建造。大象塔有一个门，与圣宾格斯塔的门同为城堡的主要入口。
阿拉贡人统治期间，该塔改建为监狱。墙壁上常常悬挂死刑犯的首级。